# Brackel
Brackel è un comune di 1 668 abitanti della Bassa Sassonia, in Germania.

Appartiene al circondario (Landkreis) di Harburg (targa WL) ed è parte della comunità amministrativa (Samtgemeinde) di Hanstedt.